# Trévelo
Le Trévelo est un cours d'eau du Morbihan, affluent en rive droite de la Vilaine.

## Parcours
Le Trévelo prend sa source sur la commune de Questembert, à quelque 100 m d'altitude. Il s'écoule en direction est-sud-est et contourne le hameau de Trévelo, à Limerzel, qui lui a donné son nom et où existe encore un moulin. Il marque la frontière entre Limerzel et Caden, puis entre Caden et Péaule, et enfin entre Péaule et Béganne. Il conflue avec l'étier de la Bouloterie (dit aussi Rivière de l'Étier), affluent de rive droite de la Vilaine que ce cours d'eau rejoint au niveau du port de Foleux, à environ 3 m d'altitude et à environ 20 km de son embouchure.
Sa longueur totale est de 20,5 km et son bassin versant est d'environ 148 km2.

## Aménagements
Le port de plaisance de Foleux est aménagé à la confluence du Trévelo et de la Vilaine.